# Дабрелис
Дабрелис (?—1211, Саттезеле) (Дабрел, Добрел, Dabrel, Dobrel, Dabrelus) — один из племенных вождей ливов (ливский князь, на латинском: senior terrae Dabrelis), живших на Гауе в начале XIII века. Его замок Саттезеле (лив. Sattesele) находился в южной части Гауи (поблизости от Зегевольда), примерно в 48,5 км от Риги. Между Дабрелисом и Каупо, возможно, было политическое противостояние («соревнование») за право распространения идей христианства. В 1206 году турайдские ливы вместе с придаугавсками ливами захватили контроль над Островным замком (Salas pili), но в последующем немцы победили ливов. Возможно в этом походе и участвовал Дабрел, так как в 1206 году крестоносцы организовали ответный поход на Турайдский замок под владением Каупо. Одна часть войска пошла на Турайдский замок, вторая часть войска отправилась к замку Дабрелиса, Саттезеле, и осадила его, но безуспешно. Дым, поднимавшийся в небо от горящей Турайды, укрепил в защитниках соседнего замка решимость обороняться. Дабрелис, старейшина, ободрял их и поддерживал. Пилигримы, целый день осаждавшие замок вместе с семигаллами, не могли взять его; некоторые из них пытались с немногими взойти с другой стороны, но потеряли там пятерых человек убитыми. Увидев, что замок весьма крепок и неприступен, отступили, опустошив область, вернулись к своим и, остановившись под Ригой вместе с остальным отошедшим войском, разделили всю взятую добычу. В 1206 году Дабрелис всё-таки разрешил проповедование христианства на своей земле.
В 1211 году Дабрелис вместе с другими ливонцами пошёл в военный поход на эстонский край Сонтагану.